# Прокопович-Антонский, Владимир Михайлович
Владимир Михайлович Прокопович-Антонский (29 июля (9 августа) 1790 — 1 (13) июля 1849) — рязанский губернатор (1836—1841), тайный советник, сенатор.

## Происхождение
Родился в семье выходцев из Малороссии. Дед его был священником в Черниговской губернии. Его отец, брат А. А. Прокоповича-Антонского, Михаил Антонович Прокопович-Антонский (1760—1844), окончил Московский университет и в 1791 году был приставом гражданских дел в Московском верхнем земском суде, в 1801 году назначен обер-секретарем в 6-м департаменте Сената, а затем Общего собрания его московских департаментов. Ещё студентом познакомившись с Н. И. Новиковым, М. А. Прокопович-Антонский сотрудничал в его журналах — был переводчиком латинских трудов Локка и французской книги Руссо. Его брат, дядя Владимира Михайловича, — Антон Антонович, также сподвижник Новикова, был инспектором Университетского благородного пансиона и прилагал немало усилий, чтобы превратить это учебное заведение в образцовое. В этот пансион, под просвещённые заботы дяди, и был отдан Владимир, а позднее его братья, Дмитрий и Николай.

## Биография

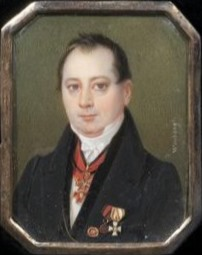
Портрет работы И. А. Винберга, 1835-1838 гг.

Окончив Университетский благородный пансион «с занесением на золотую доску», Владимир Михайлович Прокопович-Антонский поступил в Императорский Московский университет.
Ещё 23 июня 1804 года, по обычаю того времени, для течения срока службы В. М. Прокопович-Антонский был записан в штат Московского архива Коллегии иностранных дел; в 1810 году он был переведён, видимо, после окончания университета, в Экспедицию о государственных доходах и приступил к очной службе. Из Москвы выехал в июне 1812 года.
Весной 1814 года он был направлен в действующую армию бухгалтером при ликвидационных комиссиях, с 10 июля определён в Кёнигсбергскую ликвидационную комиссию для расчётов с Пруссией. До августа 1818 года исполнял должность Русского консула в Кёнигсберге; тогда же сопровождал Александра I до Берлина в качестве чиновника для особых поручений.
1 февраля 1820 года вернулся в Экспедицию. С 8 мая 1821 года — начальник Казённой экспедиции Верховного грузинского правительства (Тифлис).
В 1824 году в чине коллежского советника был назначен вице-губернатором Пензенской губернии; отличился в период борьбы с холерой (1830). В 1833 году, 2 апреля, был произведён в действительные статские советники.
С 1 января 1836 г. исполнял должность Рязанского губернатора (утверждён 16 марта 1838 г.); неоднократно удостаивался благодарности императрицы за заботы о Рязанском доме трудолюбия. За службу в Рязани и особенно за обеспечение народного продовольствия в губернии во время неурожаев награждён орденом Св. Владимира 2-й степени (1841).
С марта 1841 года — директор 1-го Департамента государственных имуществ, один из помощников графа П. Д. Киселёва в управлении Министерством государственных имуществ. В 1841 году состоял членом особого Комитета по пересмотру откупной системы. С 31 января 1844 года — тайный советник. С 12 мая 1848 года — сенатор 8-го Департамента Сената (Москва).
Умер в Москве, похоронен в Донском монастыре.
Владел деревнями в Волоколамском уезде.

## Награды
- Орден Святого Владимира 4-й степени (18 января 1817)[4]
- Орден Святой Анны 2-й степени (15 марта 1819)[5]; императорская корона к ордену (1836)[6]
- Орден Святого Владимира 3-й степени (14 июня 1835)[7]
- Орден Святого Станислава 2-й степени (1837)[8]
- Орден Святого Станислава 1-й степени (2 апреля 1838)[9]
- Орден Святой Анны 1-й степени (11 апреля 1840)[10], императорская корона к ордену[11]
- Орден Святого Владимира 2-й степени (25 июня 1841)[12]

- Орден Красного орла 3-го класса (королевство Пруссия)